# John Walker (Programmierer)
John Walker (* 1949; † 2. Februar 2024) war ein amerikanischer Programmierer. Er gründete die CAD-Software-Firma Autodesk und war Mitautor von AutoCAD.

## Wirken
Im Jahr 1975, schrieb er die ANIMAL software - einer der frühesten Computerviren.
Noch vor Autodesk gründete Walker die Hardwareintegrationsfirma Marinchip, die sich unter anderem mit der Portierung zahlreicher Compiler auf die Intel-Architektur einen Namen machte.
1982 gründete er mit zwölf Programmierern die Firma Autodesk, die er 1994 mit einem Aktienpaket im Wert von 45 Mio. USD verließ.
Ab 1991 lebte John Walker in der Schweiz. Er engagierte sich in Projekten, die unter dem Begriff Fourmilab im Web dargestellt werden, wie beispielsweise dem Hardwarezufallszahlengenerator HotBits oder den Astronomieprogrammen Home Planet/Earth and Moon viewer. In seinem Blog Fourmilog erschienen regelmäßig Buchbesprechungen englischer Literatur sowie Berichte aus seinem Schweizer Wohnort Lignières.
Neben seiner Arbeit als Programmierer schrieb John Walker gesellschaftskritische Essays, von denen The Digital Imprimatur über Zensur im Internet der bekannteste sein dürfte. Außerdem veröffentlichte er das Buch The Hacker’s Diet, in welchem er Übergewicht als engineering problem beschreibt und systematische Lösungen dieses Problems aufzeigt.